# خاندان الفلاسی
خاندان الفلاسی (عربی: بيت الفلاسي) از طوایف عرب ساکن امارات متحده عربی و زیرمجموعه‌ای از بنی‌یاس می‌باشد، که خانواده آل مکتوم (شیخ دبی) شاخه‌ای از آن بشمار می‌آید.همچنین جزیره هنگام ایران قبل از حکومت پهلوی زیر نظر این قبیله بوده است از جمله حاکم معروف جزیره شیخ جمعه بن عبید الفلاسی دایی شیخ راشد بن سعید آل مکتوم حاکم سابق دبی